# Les Scheinflug
Les Scheinflug AM (* 1. Oktober 1938 als Ladislav Scheinflug in Bückeburg) ist ein ehemaliger australischer Fußballspieler und -trainer deutscher Herkunft.
1955 wanderte er mit seinen Eltern nach Australien aus. 1961 kehrte er für kurze Zeit in seine Heimatstadt zurück.
Während der Fußball-Weltmeisterschaft 1974 in seinem Geburtsland fungierte er als Co-Trainer für Australiens Nationalmannschaft, die sich komplett aus Amateuren zusammensetzte und zum ersten Mal überhaupt an einer WM-Endrunde teilnahm. Dabei traf man in der Vorrunde unter anderem auf die Mannschaften der Bundesrepublik Deutschland und der DDR.
1981 wurde er dann für drei Jahre Cheftrainer der australischen Nationalmannschaft als Nachfolger von Rudi Gutendorf. Später sprang er noch fünfmal (1983, 1990, 1992 und 1994) als Interimstrainer ein. Insgesamt betreute er die Socceroos in 21 Länderspielen als Trainer und erreichte dabei 15 Siege.
Neben mehreren Engagements bei australischen Clubs trainierte er 2002 auch die Auswahl Fidschis.
2000 wurde er für seine Verdienste um den Fußball als Nationalspieler und Trainer zum Member des Order of Australia ernannt.